# Przesyp
Przesyp (łac. precep) — przypuszczalna nazwa daniny płaconej w naturze panującym przez solników za prawo do korzystania z salin kołobrzeskich w średniowieczu.